# Miillaaraq Lennert
Miillaaraq Evelyn Møller Lennert (nach alter Rechtschreibung Mîtdlâraĸ; * 2. Mai 1988 in Nuuk) ist eine grönländische Bildungswissenschaftlerin und ehemalige Biathletin und Skilangläuferin.

## Leben

### Biathlonkarriere
Miillaaraq Lennert wurde in Grönlands Hauptstadt Nuuk geboren und wuchs in Sisimiut auf. Später besuchte sie Schulen in den USA, Norwegen und Schweden, um sich ihrer Biathlonkarriere widmen zu können.
Im Biathlon trat sie bei den Juniorenweltmeisterschaften 2006 in Presque Isle erstmals in Erscheinung, konnte den Sprint aber nicht beenden. Auch beim Debüt im Europacup im Dezember 2006 erreichte sie das Ziel nicht. Erfolgreicher war sie im Folgejahr, als sie mit Platz 31 im Sprint bei der Weltmeisterschaft der Junioren in Martell ihr bis dato bestes Ergebnis erzielte. Bei den anschließenden Europacuprennen konnte sie sich unter den besten dreißig platzieren. Das erste Rennen im Erwachsenenbereich bestritt sie am 19. Dezember 2008 ebenfalls in Martell beim IBU-Cup, sie wurde 50. im Sprint und tags darauf 44. in der Verfolgung. Auch beim nächsten Start in Altenberg waren ihre Ergebnisse in diesem Bereich. Im Januar 2009 trat sie in Canmore erneut bei den Juniorenweltmeisterschaften an, konnte aber mit Platz 51 im Sprint und 48 in der Verfolgung vor allem wegen schlechter Schießergebnisse nicht überzeugen. Sie wurde von Øystein Slettemark neben dessen Frau Uiloq für die Biathlon-Weltmeisterschaften in Pyeongchang nominiert und sollte in Sprint und Einzel starten, konnte aber bei beiden Wettbewerben nicht antreten.
2007 gewann sie die letzte Etappe des 160 Kilometer langen Marathonrennens Arctic Circle Race und wurde Gesamtzweite hinter Uiloq Slettemark.
2009 beendete sie ihre Sportkarriere, um in Grönland studieren zu können.

### Wissenschaftliche Karriere
Sie wollte ursprünglich Pilotin werden, wurde aber nicht für die Ausbildung angenommen. Daraufhin begann sie 2009 Gesellschaftswissenschaften am Ilisimatusarfik zu studieren. Sie schloss das Bachelorstudium 2012 ab und 2014 das Kandidatstudium. Von 2014 bis 2016 arbeitete sie im grönländischen Finanzdepartement. 2016 begann sie ein Promotionsstudium, das sie 2021 mit einer Arbeit über das grönländische Folkeskolewesen abschloss. Von März bis November 2024 war sie Vorsitzende des grönländischen Forschungsrats, während sie nebenher als selbstständige Beraterin arbeitet.